# 日本自動車博物館

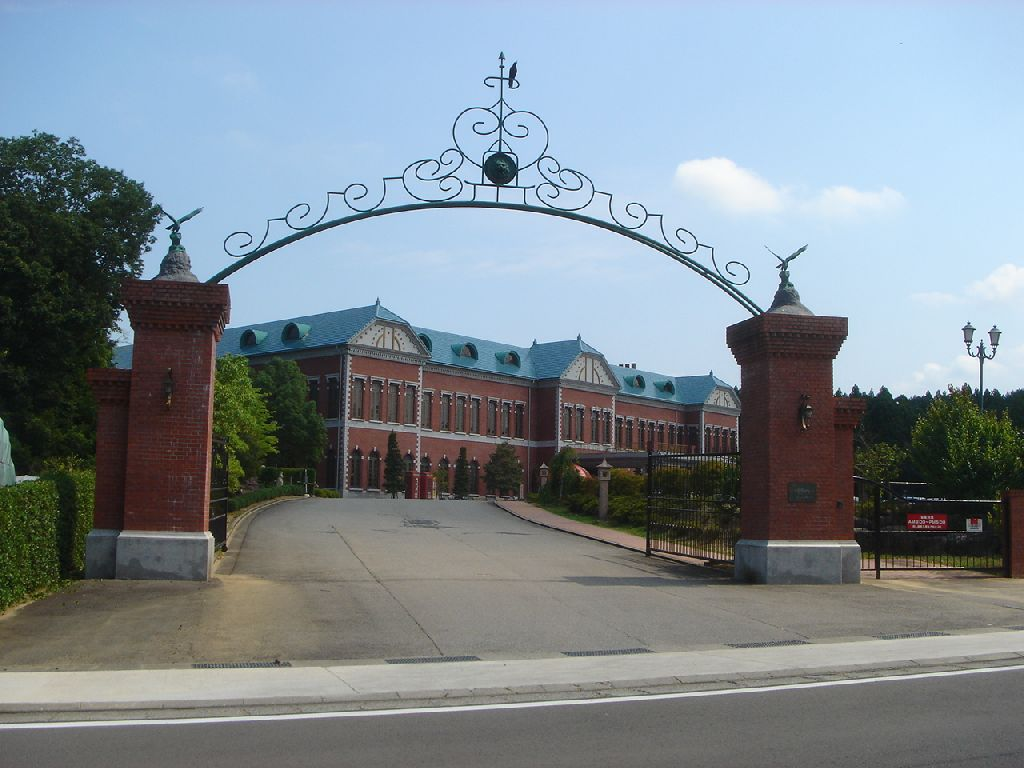
正門

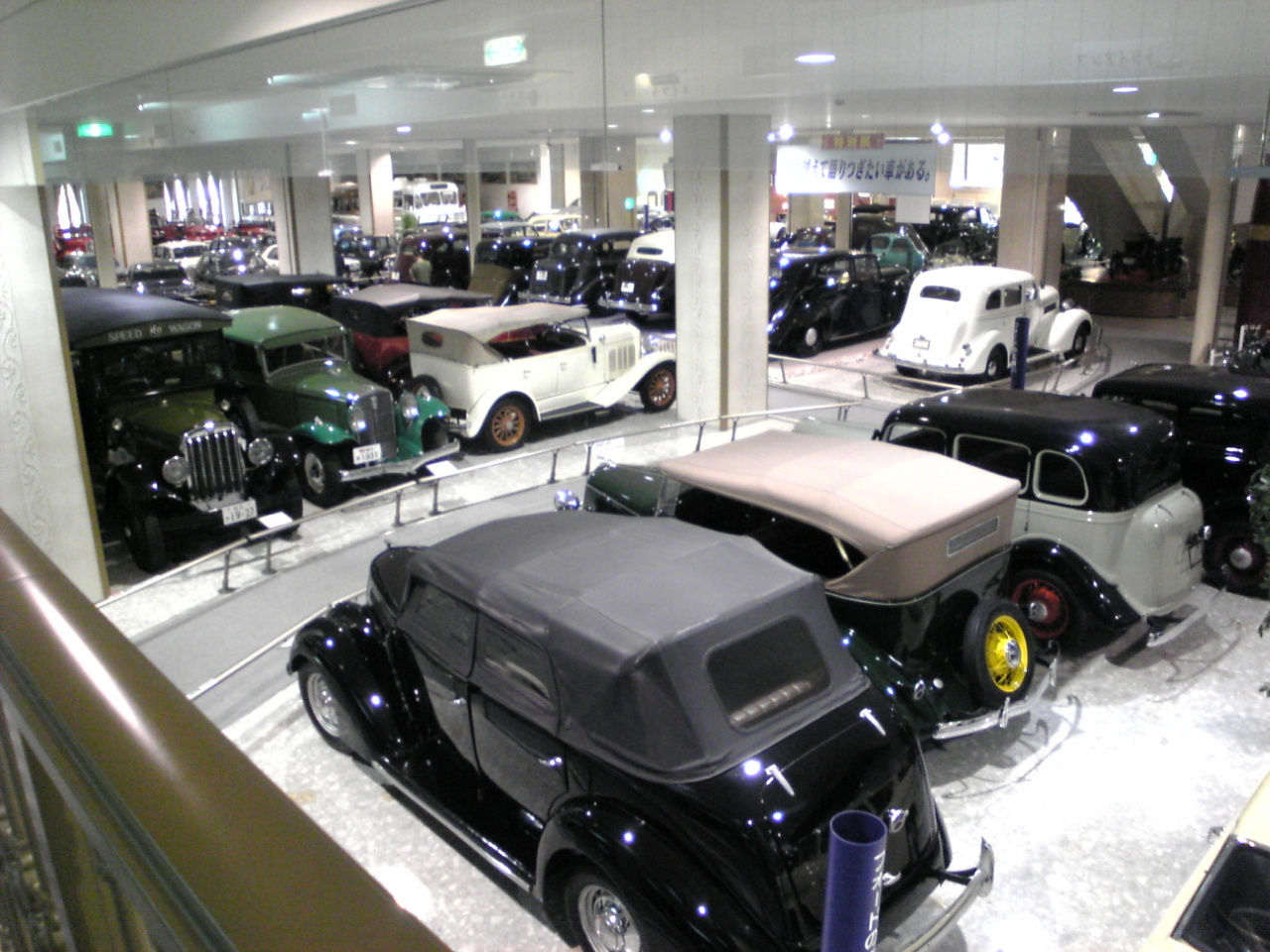
フロアの様子

日本自動車博物館（にほんじどうしゃはくぶつかん）は、石川県小松市二ツ梨町にある自動車をテーマとした博物館。

## 概要
1978年（昭和53年）11月2日、富山県小矢部市にセメント販売業・石黒産業社長（当時）の前田彰三（1930年 - 2005年、初代館長）が個人収集した自動車をもとに自社の旧社屋を利用して開設。当初の建物が国道8号沿いの立地で、道路拡幅に伴い立ち退きを強いられたことを機に、1995年（平成7年）6月に加賀温泉郷を周囲に抱える石川県の現在地に移転した。これは自動車愛好家の来訪だけに頼らず、温泉地を訪れる観光客も広く招き入れて、博物館の安定した存続を図ろうという運営上の意図も含んだ移転であった。
前田は若くして家業を継いで経営拡大を進め、建設業やプロパンガス販売など広範なビジネスを手掛けた北陸地方有数の実業家で、自動車愛好家でもあったが、高度成長社会の中でトラックに代表される実用車が使い潰されていく風潮を良しとせず、それら実用車の収集に取り組むようになった。自動車博物館の開設とコレクション拡充に後半生をかけ、死去直前の2004年には「スバル・360」主任設計者の百瀬晋六、初代トヨタ・カローラ開発主査の長谷川龍雄らと並んで「日本自動車殿堂」に列せられた。
現本館は赤レンガ造り風の3階建てで、延床面積11,550m2。館内はメーカー、種類などに分けて展示されているほか、レストラン、ミュージアムショップが館内に併設されている。また、館内には「世界のトイレ」として各国の便器が設置されている。1995年の移転の際に設置され、1階から3階の各フロアにアメリカやヨーロッパ、アジアではベトナムなど15か国の便器を設置し実際に使用できる。2018年時点では、これら15か国の便器は総計56個ある。500台を展示する名車とともに、様々な色・デザインの便器が撮影されてInstagramなどでSNSで発信され、インターネット上で注目を集めている。

## 展示・収蔵品
1901年(明治34年)から平成初年代までの国内外の車約500台の自動車が常設展示され、バックヤードにも約200台前後保存されている。そのほとんどがエンジンのかかる状態で保存されている。
著名な高級車やスポーツカーに留まらず、日本ではこの博物館でしか見られない極めて希少な外国車（旧ソビエト連邦製「ZIL」や1980年代以前の中華人民共和国製「紅旗」など共産圏の自動車も含む）や、通常、積極的保存の対象とされにくい日本製の古い商用車なども多数展示されているのが特徴である。創立者の前田彰三が商用車の収集をも重視し、また中華人民共和国要人にもコネクションを持っていたことが背景にある。
収蔵台数の充実度や広範さという点においては日本の自動車博物館の中でも最高レベルと言え、収蔵車のコンディションはいずれも概して良好である。実働可能な車両も多く、繁雑期には駐車場にてクラシックカーの体験乗車なども行われる。
ただし収蔵台数が極端に多いため、フロア面積確保に努めてはいるものの、館内に展示車がぎっしりと詰め込まれた状態で、個々の展示車両を多面的に観察するゆとりには乏しい。各車は生産国と製造年を示すナンバープレート風看板を装着されているが、一部に誤りが見受けられ、また展示車両の傍らに立てられた案内札には、事実と相違する誤った内容や、出典不明の惹句的記述などが散見されるため、見学時の参考資料としては注意を要する。
以下は収蔵車の一部であるが、これらの他にも「この博物館にしか現存が確認されていない」ほどの貴重な自動車が多数所蔵されている。
- トヨタ・2000GT
- ロールス・ロイス・シルヴァースパー（元は英国大使館の公用車。ダイアナ妃来日の際の御乗用車として用いられた個体）
- トヨタ・ABRフェートン（1938年製）
- 九四式六輪自動貨車（太平洋戦争前の日本陸軍の軍用大型トラック。本館所蔵車は終戦後に後1軸を取り外す4輪化改造を受けてはいるが、唯一の現存例である）
- 九五式小型乗用車（くろがね四起、日本初の量産型四輪駆動車。現存するのは本車を含め数台である）
- JACニューエラ号（1930年式）　1930-50年代の著名なオート三輪「くろがね」の前身である、日本製オート三輪の古典的モデル。チェーンドライブ仕様の極めて初期の現存車。
- オースチン・A135（オースチンの第二次世界大戦後における最高級リムジンで英国王室の御料車にも使用されたモデル。所蔵の個体は元大韓民国駐日大使公用車）
- ジオット・キャスピタ（1号車）
- トヨペット・スーパー RHK型（トヨタ・クラウンより前に販売していたタクシー需要車）
- オーテック・ザガートステルビオ　日産・レパードをベースにザガートがデザインした少量生産車。サイドミラーを内蔵したフロントフェンダーを特徴とする。同様な成り立ちのザガート・ガビアと共に展示されている。
- プリンス・スカイライン・スポーツ
- ソラえもん号
- メルセデス・ベンツ300SL
- フライングフェザー
- フジキャビン

また、創立者の前田彰三が生前に自ら所有し運転したローバー・P5やルノー・サフラン（前田最後の愛車となった）なども、本館に収蔵されている。

## イベントなど
収蔵車以外にも機会を捉え、個人所蔵の希少車を借用しての特別展も実施している。収蔵する車種の広範さや、北陸自動車道・国道に近い立地の良さもあって、特定車種の自動車愛好家によるミーティングイベント会場に利用される機会も多い。
稼働可能ないすゞ製ボンネットバスの乗車体験を催行したり、ありふれた量産セダンのマツダ・カペラを、石川県の伝統工芸技術・金箔張りの技術で車体全体金箔張りにして展示するなど、親子連れや観光客にも関心を喚起する硬軟の取り組みがなされている。

## 明治記念館
富山県西礪波郡水島村（現・小矢部市）役場などとして使われた明治中期の西洋館が、「明治記念館」として敷地内に移築されている。内部は公開日以外は非公開。

## アクセス
所在地 - 石川県小松市二ツ梨町一貫山40番地
車:
- IRいしかわ鉄道線 粟津駅 車10分
- 北陸新幹線加賀温泉駅 車15分
- 国道8号沿い（小松バイパス、二ツ梨インターチェンジ）

公共交通:
- JR西日本北陸新幹線加賀温泉駅より周遊バス「キャンバス」で「日本自動車博物館」バス停下車。